# Polyplacidae
Die Polyplacidae sind eine Familie der Echten Tierläuse, die als Parasiten bei Nagetieren, Hasenartigen, Primaten und Spitzhörnchen vorkommen.

## Merkmale
Es handelt sich um mittelgroße Tierläuse, die bis zu drei Millimeter lang sind. Augen und Augenkegel fehlen. Die Antennen haben fünf Glieder, eine Okzipitalapophyse ist nicht ausgebildet, die Hauptborste auf dem Hinterkopf ist kurz. Die Einstülpung der Notal-Apophyse ist undeutlich oder fehlt. Die mesothorakale Dorsalleiste ist von der metathorakalen Dorsalleiste getrennt, eine dorsale metathorakale Borste ist nicht vorhanden. Die Sternalplatte des Brustabschnitts ist gut entwickelt. Das vordere Beinpaar ist schwächer als die anderen beiden. Das Abdomen ist mäßig mit Borsten bedeckt. Pleurite sind plattenförmig mit abstehender Spitze oder fehlen. Am Abdomen sind sechs Stigmen ausgebildet. Der Pseudopenis und seine beweglichen Anhänge (Parameren) sind gut entwickelt, ebenso die Gonopoden des achten und neunten Segments.

## Gattungen und Wirte
Die folgende Aufzählung listet die Gattungen mit ihren Wirten:
- Abrocomaphthirus, Wirte Chile-Chinchillaratte, Graue Chinchillaratte
- Ctenophthirus, Wirt Gemeiner Punaré
- Cuyana, Wirt Cuvier-Hasenmaus
- Docophthirus, Wirt Indisches Spitzhörnchen
- Eulinognathus, Wirt Nagetiere
- Fahrenholzia, Wirt Taschenmäuse
- Galeophthirus, Wirt Wieselmeerschweinchen
- Haemodipsus, Wirt Hasenartige
- Johnsonpthirus, Wirt Hörnchen
- Lagidiophthirus, Wirt Hasenmäuse
- Lemurpediculus, Wirt Lemuren
- Lemurphthirus, Wirt Galagos
- Linognathoides, Wirt Erdhörnchen
- Mirophthirus, Wirt Chinesischer Zwergbilch
- Neohaematopinus, Wirte Hörnchen und Wühler
- Phthirpediculus, Wirt Lemuren
- Polyplax, Wirt Nagetiere
- Proenderleinellus, Wirt Riesenhamsterratten
- Sathrax, Wirt Eigentliche Spitzhörnchen
- Scipio, Wirt Stachelschweinverwandte
- Typhlomyophthirus, Wirt Chinesischer Zwergbilch

Mirophthirus liae ist der einzige Vertreter der Gattung Mirophthirus. Diese wird von Chin aufgrund einzigartiger morphologischer Merkmale nicht mehr zu den Polyplacidae gezählt, sondern in die monotypische Familie Mirophthiridae eingeordnet.